# Pseudolarentia
Pseudolarentia là một chi bướm đêm thuộc họ Geometridae.